# 보슈코 주로프스키
보슈코 주로프스키(1961년 12월 28일 ~ )는 북마케도니아의 은퇴한 축구 선수이다.

## 국가대표 경력
그는 1982년 유고슬라비아대표팀에 데뷔했다. 그는 국제 A매치 11경기에 출전해서 3골을 득점하였다.

## 통계
| 유고슬라비아 | 유고슬라비아 | 유고슬라비아 |
| 연도         | 출전         | 골           |
| ------------ | ------------ | ------------ |
| 1982         | 1            | 0            |
| 1983         | 0            | 0            |
| 1984         | 1            | 0            |
| 1985         | 0            | 0            |
| 1986         | 0            | 0            |
| 1987         | 0            | 0            |
| 1988         | 0            | 0            |
| 1989         | 2            | 0            |
| 합계         | 4            | 0            |
| 북마케도니아 |              |              |
| 연도         | 출전         | 골           |
| 1994         | 5            | 3            |
| 1995         | 2            | 0            |
| 합계         | 7            | 3            |